# 13028 Klaustschira
13028 Klaustschira este un asteroid din centura principală de asteroizi.

## Descriere
13028 Klaustschira este un asteroid din centura principală de asteroizi. A fost descoperit pe 5 aprilie 1989 la Observatorul La Silla de Michael Geffert. Asteroidul prezintă o orbită caracterizată de o semiaxă mare de 2,49 ua, o excentricitate de 0,21 și o înclinație de 13,1° în raport cu ecliptica.